# Syntomeida jucundissima
Syntomeida jucundissima är en fjärilsart som beskrevs av Dyar 1907. Syntomeida jucundissima ingår i släktet Syntomeida och familjen björnspinnare. Inga underarter finns listade i Catalogue of Life.